# ハイペリオンの没落
『ハイペリオンの没落』（ハイペリオンのぼつらく、英語: The Fall of Hyperion）は、アメリカのSF作家ダン・シモンズが1990年に発表したSF小説で、『ハイペリオン』（Hyperion, 1989年）の続編。「ハイペリオンシリーズ」の第2作。1991年にローカス賞を受賞した。

## あらすじ
「ハイペリオン4部作」の2作目に当たり、『ハイペリオン』にて、時間の墓標に到達した7人の巡礼のその後、さらには連邦とアウスターさらにテクノコアとの抗争を描く。前作からの時間の墓標とシュライクの謎の解明にとどまらず、第二のジョン・キーツの復元人格であるジョセフ・セヴァーンによってその背景にある、二つのUI (Ultimate Intelligence) の抗争までもが明らかにされていく。そのなか、アウスターのハイペリオン侵攻に引き続き、ウェブ全域が、アウスターの攻撃を受ける。その時、真実を知った連邦CEOマイナ・グラッドストーンの下した決断とは。

## 主な登場人物
領事
時間の墓標にたどり着いた巡礼の一人、巡礼が次々とシュライクに襲われていく中、ハイペリオンからの脱出、負傷者の治療のために、自身の思い出の品であるホーキング絨毯に乗り、アウスターと連邦軍FORCEの激戦が繰り広げられるハイペリオン首都キーツに向かうが、グラッドストーンの要請を受け、かつての部下レイン総督と、元レイチェル・ワイントラウブの恋人で、時間の墓標研究者のメリオ・アルンデスとともにアウスターとの交渉に向かうことになる。そこで明かされる衝撃の真実とは？
ジョセフ・セヴァーン
第2のジョン・キーツの復元人格で、ブローン・レイミアのインプラント・シュレーンリング内に格納されている第一のジョン・キーツ復元人格ジョニィを通じて、ブローン・レイミアの経験を夢見ることができる。その能力を買われ、連邦CEOマイナ・グラッドストーン付の画家として、TC2へ招聘されるが、次第にその能力はレイミア以外の人物の体験をもとらえるようになってゆく…
シュライク
全身クローム光沢の刃物と棘に覆われ、4本の腕と特徴的な赤い目を持ち、圧倒的な時空間跳躍能力と戦闘能力を持つ。時間の墓標に辿り着いた巡礼たちを次々に襲っていく。その正体は、テクノコアが長い歳月により作り出したUI、通称「機械の神」により、もう一つのUI、通称「人類の神」の逃亡したトリニティの一つ「共感」をあぶりだすため、早贄の木や苦痛の木と呼ばれる装置に人間を串刺しにし、ウェブ上に苦痛を送信することや、機械の神の先兵となって過去を侵攻することであった。